# Schlacht bei Gitschin
Custozza – Hühnerwasser – Podol – Nachod – Trautenau – Langensalza – Skalitz – Münchengrätz – Gitschin – Königinhof – Schweinschädel – Königgrätz – Dermbach – Kissingen – Mainfeldzug – Frohnhofen – Aschaffenburg – Lissa – Bezzecca – Blumenau – Hundheim – Tauberbischofsheim – Werbach – Helmstadt – Gerchsheim – Uettingen/Roßbrunn
Die Schlacht bei Gitschin war eine Schlacht des Deutschen Krieges, die am 29. Juni 1866 zwischen Preußen einerseits und Österreichern und Sachsen andererseits stattfand. Kronprinz Albert von Sachsen versuchte die preußischen Truppen aufzuhalten, konnte aber den Vormarsch des Gegners in Richtung zur Elbe nicht verhindern.

## Vorgeschichte
Nachdem sich das österreichische I. Korps unter General der Kavallerie Clam-Gallas am 28. Juni 1866 nach der Schlacht bei Münchengrätz zusammen mit den verbündeten Sachsen zurückgezogen hatte, nahm das sächsische Armeekorps unter Kronprinz Albert den Kampf am Nachmittag des 29. Juni wieder auf.
General Clam-Gallas hatte sein geschlagenes Korps in Richtung auf Gitschin zurückgeführt, um einen neuen Versuch zur Verteidigung zu machen. In falscher Erwartung des Vormarsches der österreichischen Nordarmee unter Oberbefehl des FZM Ludwig von Benedek nach Westen versuchte er den preußischen Vormarsch neuerlich aufzuhalten. Den Sachsen gegenüber stand die verfolgende preußische 1. Armee unter dem Oberbefehl des Prinzen Friedrich Karl von Preußen, dessen Divisionen gleichzeitig von Westen und Norden gegen die neue Stellung vorgingen. Prinz Friedrich Karl erfüllte vollständig die Vorgaben des Feldzugsplanes des Generals von Moltke, die vorsah, den Feind festzuhalten. Die Bindung des Gegners verschaffte auch der östlicher in Böhmen einbrechenden preußischen 2. Armee die nötige Zeit, um für die geplante Hauptschlacht aufzuschließen.

## Aufmarsch
Die Preußen verhinderten den Abzug des Gegners nach Süden dadurch, dass die schneller marschierende Elbarmee die österreichischen Marschkolonnen durch Abdrängung auf Jung-Bunzlau, Unter-Bautzen und Libun überflügelte. Die Rückzugslinie des österreichischen I. Korps wurde gleichzeitig durch die 4. Division unter General Friedrich Herwarth von Bittenfeld bedroht. Unwillkürlich wurden General Clam-Gallas und die sich zum neuerlichen Widerstand sammelnden Sachsen auf das nördliche und westliche Vorfeld von Gitschin hingedrängt. Nachdem die österreichische Nachhut in nächtlichen Gefechten aus Podkost und Sobotka durch preußische Angriffe vertrieben worden war, nahmen die Sachsen und Clam-Gallas ihre Stellungen nördlich und westlich von Gitschin in einem großen Halbkreise ein. Das als neue Stellung eingenommene nördliche Vorfeld von Gitschin stellte für Angriffe ein schwieriges Gelände dar: unebene Hügel von mehreren Gipfeln beherrscht und dazwischen schluchtartiges Terrain. Um das ummauerte Dorf Lochow zogen sich zwei schwer zu überschreitende Schluchten mit 80 bis 100 Fuß Tiefe, welche einzigartige Verteidigungsmöglichkeiten boten. Die Ortschaften Dilez und Brada bezeichneten weitere wichtigste militärische Verteidigungspunkte. Der rechte Flügel der Österreicher fand vor dem Kozlow- und Taborgebirge mächtige Stützen. Die nördlichen Vorposten bei Eisenstadtel, Breska und Ginolitz standen auf Terrain, das für die gegnerische Kavallerie nur schwer zugänglich war. Die Front im Zentrum des Halbkreises zog sich über die Prachower Höhen weiter gegen Brada und Wohawez hin. Der linke Flügel stützte sich über Wohawez nach Podhrad auf einen ausgedehnten Gebirgskamm.

## Verlauf

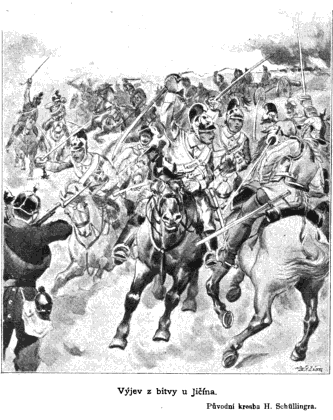
Kavallerietreffen bei Gitschin

Gegen 15.30 war die preußische 5. Division unter General von Tümpling vor Dilez und Podulez angelangt und traf auf die Sachsen. Die Preußen ließen Podulez in Brand schießen und erstürmten den Ort. Österreichische Kavallerie unter General von Edelsheim versuchte einzugreifen, wurde aber durch die preußischen Gewehrsalven vertrieben, drei Regimenter flüchteten unter schweren Verlusten nach Brada zurück. Die preußischen Infanterie-Regimenter Nr. 8 und 48 begannen unter dem Hagel sächsischer Kugeln den Angriff auf Dilez. Der Kampf in den Straßen, Häusern und Hecken wurde durch das Zündnadelgewehr entschieden. Um nicht abgeschnitten zu werden, räumten die Sachsen Dilez und gingen kämpfend längs der Czidlina gegen Gitschin zurück, wo es zu weiteren schweren Kämpfen kam.
Während der Kampf bei Dilez noch nicht entschieden war, befahl Tümpling die Umgehung der auf den Prachower Höhen befindlichen feindlichen Kolonnen durch die Infanterie-Regimenter Nr. 12 und 18. Die preußische Reserve, gebildet durch die 6. Division unter General von Manstein, rückte zum Angriff auf Brada und Prachow vor. Die abgeschnittene Besatzung von Podulez war im Begriff gewesen abzuziehen, als sie nun durch die Preußen festgehalten und gefangen wurden. Die österreichische Besatzung von Prachow stützte sich anfangs auf die Batterien, welche von den Prachower Höhen schwere Lücken in die preußischen Kolonnen gerissen hatten. Nach dem Verlust der eigenen Kavallerie überließen die Österreicher den Preußen auch diese Position und wichen fluchtartig auf Gitschin zurück.

Gegen 16 Uhr traf auch das preußische II. Armee-Korps unter Generalleutnant von Schmidt am Schlachtfeld ein und ging über Wohawez gegen die feindliche Schlachtlinie vor, welche sich auf den Anhöhen nördlich nach Brada, südlich nach Waharziz und Wostruszna hinzog. Die preußische 3. Division unter General von Werder begann sofort mit dem Angriff, das Gelände war hier von vier tiefen und kaum passierbaren Schluchten durchschnitten. Das beidseitige Terrain war mit altem Tannenwald bedeckt, der dicht durch Schützen der österreichischen Brigade von Ringelsheim besetzt war und nur schwer angegriffen werden konnte. Auch das sächsische Jägerbataillon der Leibbrigade war an diesen Kämpfen beteiligt. General von Werder schickte die Bataillone des Grenadier-Regiment „König Friedrich Wilhelm IV.“ (1. Pommersches) Nr. 2 nach vorn, während am Rande der Schlucht ungedeckte Tirailleurs heftigstes Feuer gegen den Nadelwald unterhielten. Die schweren Verluste durch das überlegene preußische Gewehr suchte General Ringelsheim den eigenen Leuten durch Einschiebung neuer Mannschaften zu verbergen. Die Österreicher mussten zurückweichen, stellten sich aber in einem dritten tieferen Terrainabschnitt, hinter dem das Dorf Lochow lag, neuerlich dem Gegner. Wieder geworfen eröffneten sie eine vierte Verteidigungslinie entlang der letzten vorhandenen Schlucht, welche sich zwischen Lochow und Oitschin hinzog und von einem Bach durchrauscht wurde. Die Preußen sicherten sich in einem erbitterten Infanteriekampf den Besitz des Dorfes Lochow und drängten gegen die letzte Stellung der Österreicher vor Gitschin an.

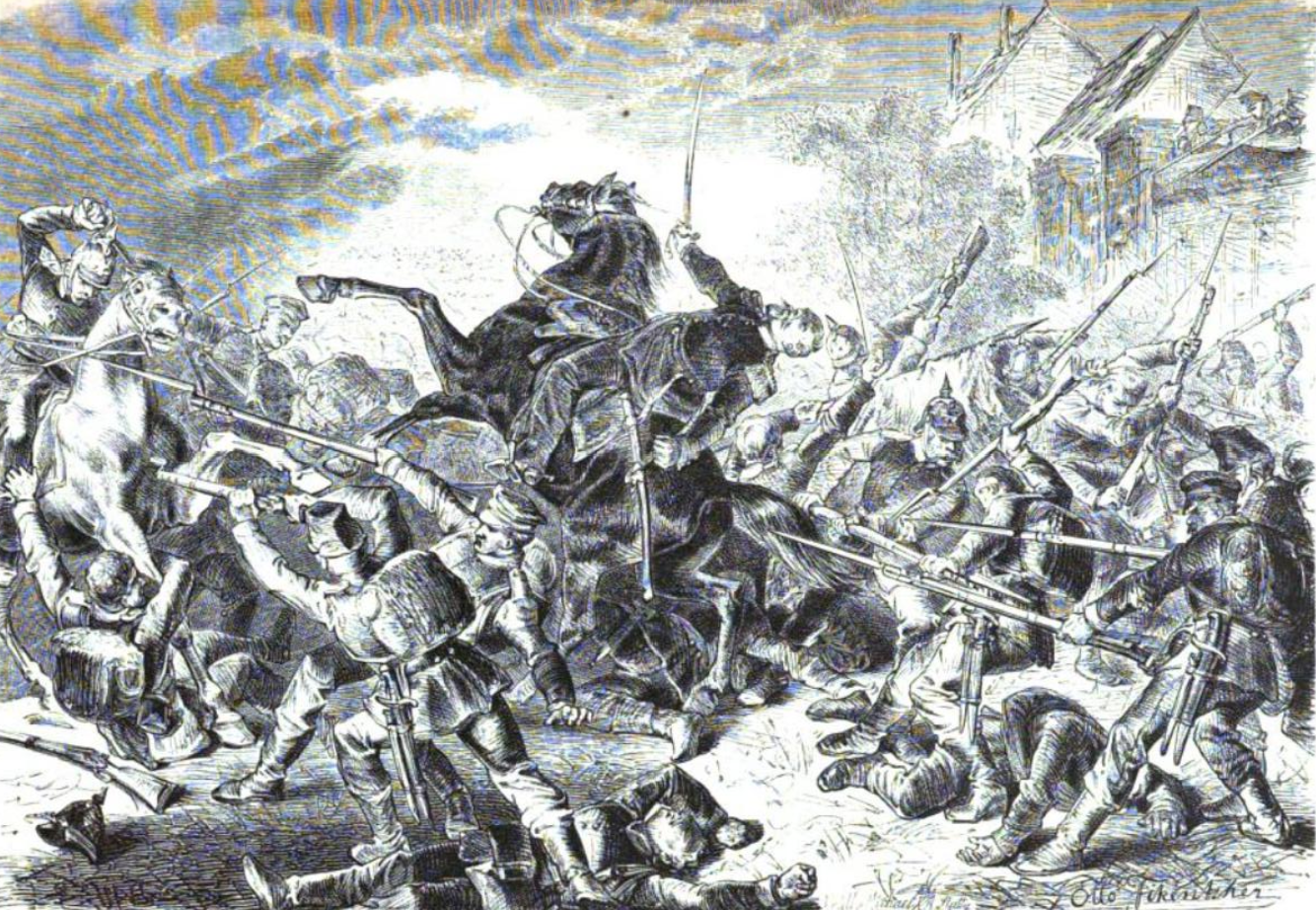
Der sächsische Oberst Emil Bernhard von Boxberg während der Schlacht bei Dilez

Der Abend war bereits angebrochen, als die Truppen Ringelsheims endlich in der Schlucht geworfen nach Gitschin zurückwichen. Gegen neun Uhr zogen sich die Österreicher auf Kosteletz zurück, wo die sächsische 1. Division unter Generalleutnant Schimpff eine Auffangstellung eingenommen hatte. Gegen zehn Uhr Abends erreichten die preußischen Divisionen Werder und Tümpling Fühlung. Prinz Friedrich Karl befahl den Angriff auf Gitschin weiterzuführen. Als Clam-Gallas gegen Abend die Nachricht erhielt, dass Feldzeugmeister Benedek seine ursprüngliche Absicht, die Preußen westlich der Elbe aufzuhalten, aufgegeben hatte, ließ er den Kampf abbrechen. Im Nachtkampf fiel die Czidlinabrücke und zwang die Österreicher zum Rückzug. In nächtlichem Straßenkampf erstürmten die Preußen Gitschin, während die geschlagenen Bündnistruppen südostwärts aus der Stadt in Richtung der oberen Elbe zurückwichen. Den Sachsen fiel die Rolle der Arrieregarde zu; sie hatten selbst schwer bei Dilez gelitten und deckten jetzt den österreichischen Rückzug mustergültig. Die sächsische 2. Division unter Generalleutnant Stieglitz zog sich abends durch Gitschin auf Milicowes zurück. Die sächsische Kavalleriedivision unter Generalleutnant Freiherr von Fritsch gab südlich von Gitschin ihre Stellung bei Cejkowitz auf und zog sich über Smidar in Richtung auf Königgrätz ab.

## Folgen

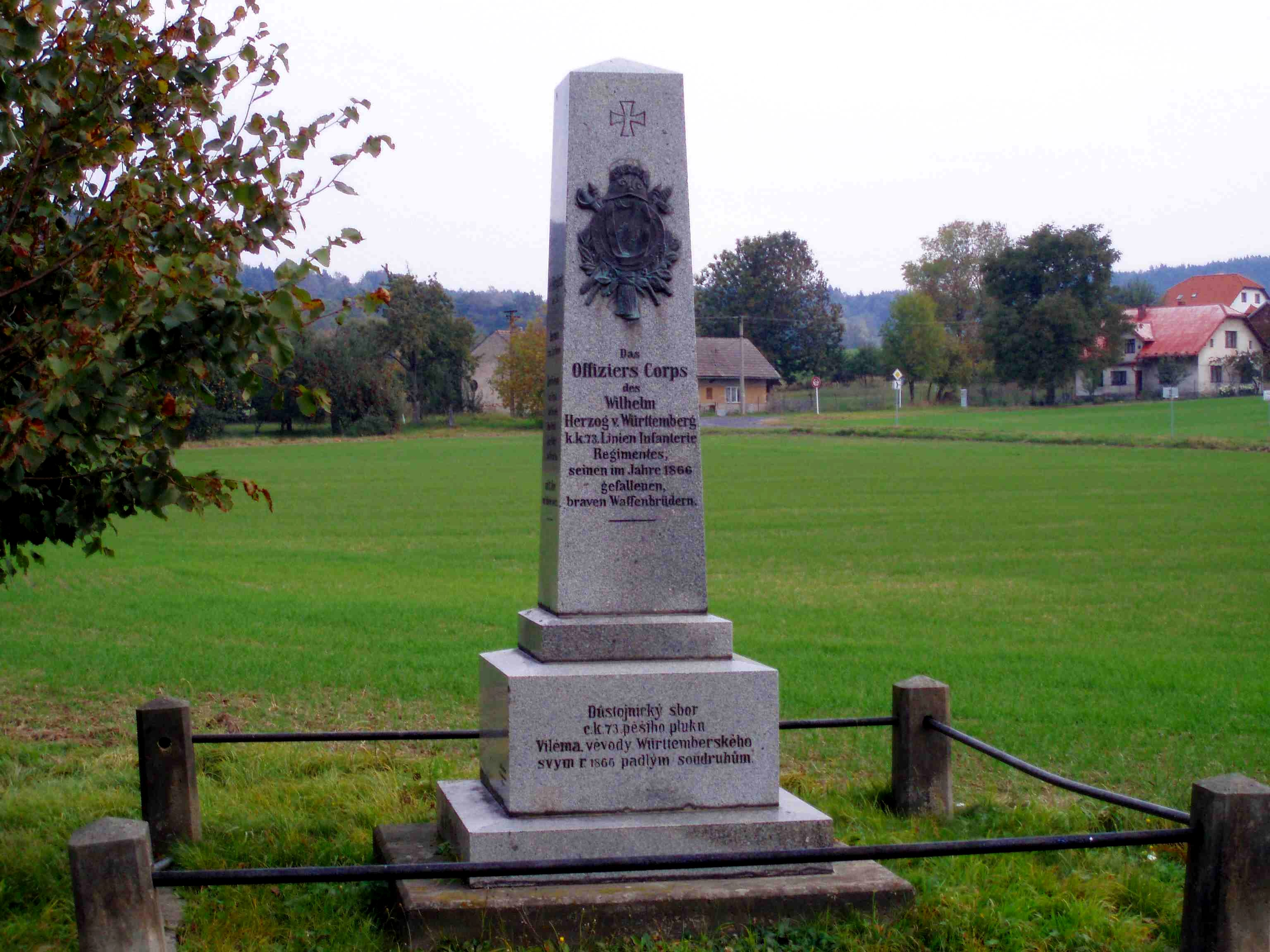
Kriegerdenkmal bei Gitschin

Der Kampf um Gitschin war hauptsächlich von den preußischen Regimentern Nr. 12 und 48 (5. Division) und Nr. 2 und 54 (3. Division) ausgeführt worden. Die Preußen verloren in dieser Schlacht 71 Offiziere und 1482 Mannschaften, die Österreicher und Sachsen hatten 183 Offiziere und 5.111 Mann, davon 217 Gefangene, an Verlusten, 20 Geschütze, fünf Fahnen und drei Standarten waren die Siegestrophäen der Preußen. Die Sachsen im Einzelnen hatten im Gefecht von Gitschin Verluste von 26 Offizieren und 566 Mann zu beklagen, davon waren 83 Mann gefallen. Der ranghöchste sächsischer Offizier, welcher bei der Schlacht fiel, war Oberst Emil Bernhard von Boxberg.
Nach der Einnahme von Gitschin sandte Prinz Friedrich Karl ein Dragonerregiment ab, um Erkundigung über die Lage der 2. Armee einzuziehen. Bald traf die Nachricht ein, dass die Avantgarde des Kronprinzen bereits in Arnau stand und die Vereinigung der beiden preußischen Armeen für den nächsten Tag bei Königinhof hergestellt werden sollte.
Der berühmte Marschkomponist Johann Gottfried Piefke, der mit seinem Grenadier-Regiment Nr. 8 an der Schlacht teilnahm, komponierte den Gitschiner Marsch, den er General von Tümpling widmete.